# Lincoln University (Pennsylvania)
Die Lincoln University im Chester County in Pennsylvania nahe Oxford ist eine seit 1972 staatliche, historisch schwarze Universität (historically black university, HBCU). Sie hat etwa 2000 Studenten, mehrheitlich farbig und weiblich. Das United States Census Bureau definierte den Ort im Jahr 2010 als Census-designated place. Dieser hatte 1739 Einwohner bei der Zählung von 2020.

## Geschichte
Der presbyterianische Priester John Miller Dickey und seine Ehefrau gründeten sie 1854 als privates Ashmun Institute, um als erste Hochschule in den USA Afroamerikanern einen akademischen Grad zu verleihen. Damit trug die Universität wesentlich zum Einstieg in akademische Berufe bei. Einige der ersten Absolventen waren am Liberia-Projekt der American Colonization Society beteiligt. Ein Jahr nach der Ermordung des Präsidenten und Sklavenbefreiers wurde 1866 der Name in Lincoln University geändert. Zum hundertsten Gründungsjahr 1954 wurden auch Frauen zugelassen. In diesem Zeitraum kamen 20 % der afroamerikanischen Ärzte und über 10 % der Anwälte in den USA aus dieser Universität. Sie hat einen zweiten Standort in Philadelphia.

## Bekannte Absolventen
- Nnamdi Azikiwe (1904–1996), erster Präsident von Nigeria
- Oscar Brown, Jr. (1926–2005), US-amerikanischer Jazzsänger und Komponist
- Roscoe Lee Browne (1922–2007), Schauspieler und Regisseur
- Langston Hughes (1902–1967), US-amerikanischer Schriftsteller (I, Too, Sing America) und Dramaturg
- Robert Walter Johnson (1899–1971), US-amerikanischer Arzt und Tennisfunktionär
- Thurgood Marshall (1908–1993), US-amerikanischer Jurist und erster Afroamerikaner im Supreme Court
- Kwame Nkrumah (1909–1972), erster Präsident von Ghana
- Clive Terrelonge (* 1969), jamaikanischer Leichtathlet
- Gil Scott-Heron (1949–2011), US-amerikanischer Musiker und Dichter